# Medaller dels Jocs Olímpics d'estiu de 1932
El medaller dels Jocs Olímpics d'Estiu de 1932 presenta totes les medalles lliurades als esportistes guanyadors de les proves disputades en aquest esdeveniment, realitzat entre el 30 de juliol i el 14 d'agost de 1932 a la ciutat de Los Angeles (Estats Units d'Amèrica).
Les medalles apareixen agrupades pels Comitès Olímpics Nacionals participants i s'ordenen de forma decreixent contant les medalles d'or obtingudes; en cas d'haver empat, s'ordena d'igual forma contant les medalles de plata i, en cas de mantenir-se la igualtat, es conten les medalles de bronze. Si dos equips tenen la mateixa quantitat de medalles d'or, plata i bronze, es llisten en la mateixa posició i s'ordenen alfabèticament.

## Medaller
| Jocs Olímpics d'estiu de 1932 | Jocs Olímpics d'estiu de 1932 | Jocs Olímpics d'estiu de 1932 | Jocs Olímpics d'estiu de 1932 | Jocs Olímpics d'estiu de 1932 | Anells Olímpics |
| Posició                       | País                          | Or                            | Plata                         | Bronze                        | Total           |
| 1                             | Estats Units                  | 41                            | 32                            | 30                            | 103             |
| 2                             | Itàlia                        | 12                            | 12                            | 12                            | 36              |
| 3                             | França                        | 10                            | 5                             | 4                             | 19              |
| 4                             | Suècia                        | 9                             | 5                             | 9                             | 23              |
| 5                             | Japó                          | 7                             | 7                             | 4                             | 18              |
| 6                             | Hongria                       | 6                             | 4                             | 5                             | 15              |
| 7                             | Finlàndia                     | 5                             | 8                             | 12                            | 25              |
| 8                             | Regne Unit                    | 4                             | 7                             | 5                             | 16              |
| 9                             | Alemanya                      | 3                             | 12                            | 5                             | 20              |
| 10                            | Austràlia                     | 3                             | 1                             | 1                             | 5               |
| 11                            | Argentina                     | 3                             | 1                             | 0                             | 4               |
| 12                            | Canadà                        | 2                             | 5                             | 8                             | 15              |
| 13                            | Països Baixos                 | 2                             | 5                             | 0                             | 7               |
| 14                            | Polònia                       | 2                             | 1                             | 4                             | 7               |
| 15                            | Sud-àfrica                    | 2                             | 0                             | 3                             | 5               |
| 16                            | Irlanda                       | 2                             | 0                             | 0                             | 2               |
| 17                            | Txecoslovàquia                | 1                             | 2                             | 1                             | 4               |
| 18                            | Àustria                       | 1                             | 1                             | 3                             | 5               |
| 19                            | Índia                         | 1                             | 0                             | 0                             | 1               |
| 20                            | Dinamarca                     | 0                             | 3                             | 3                             | 6               |
| 21                            | Mèxic                         | 0                             | 2                             | 0                             | 2               |
| 22                            | Letònia                       | 0                             | 1                             | 0                             | 1               |
| 22                            | Nova Zelanda                  | 0                             | 1                             | 0                             | 1               |
| 22                            | Suïssa                        | 0                             | 1                             | 0                             | 1               |
| 25                            | Filipines                     | 0                             | 0                             | 3                             | 3               |
| 26                            | Espanya                       | 0                             | 0                             | 1                             | 1               |
| 26                            | Uruguai                       | 0                             | 0                             | 1                             | 1               |